# Roslyn (Nova Iorque)
Roslyn é uma uma aldeia na vila de North Hempstead localizada no estado americano de Nova Iorque, no Condado de Nassau. Foi fundada em 1643 e incorporada em 1932. Roslyn já foi chamada de Hempstead Harbor, mas o seu nome foi alterado para Roslyn em 7 de setembro de 1844 devido à confusão postal sobre todos os outros "Hempsteads" em Long Island e sua distância um do outro. Possui quase 3 mil habitantes, de acordo com o censo nacional de 2020.

## Geografia
De acordo com o Departamento do Censo dos Estados Unidos, a aldeia tem uma área de 1,7 km², dos quais 1,67 km² estão cobertos por terra e 0,03 km² (1,8%) por água.

## Demografia
Desde 1940, o crescimento populacional médio, a cada dez anos, é de 18,7%.

### Censo 2020
Segundo o censo nacional de 2020, a sua população é de 2 988 habitantes e sua densidade populacional de 1 788,2 hab/km². Seu crescimento populacional na última década foi de 7,9%, acima do crescimento estadual de 4,2%.
Possui 1 441 residências que resulta em uma densidade de 862,4 residências/km² e um aumento de 11,9% em relação ao censo anterior. Deste total, 9,2% das unidades habitacionais estão desocupadas. A média de ocupação é de 2,3 pessoas por residência.
A renda familiar média é de 110 029 dólares e a taxa de emprego é de 56,9%.

### Censo 2010
Segundo a estimativa de 2009, a maioria dos habitantes de Roslyn são mulheres, compondo 54,4% da população, cerca de 1.718 habitantes. A idade média dos residentes da vila é de 43,9 anos, maior a da média do estado de Nova Iorque que é de 35,9 anos. A renda média em 2009 foi de 87,641.00 dólares.
A maioria dos habitantes são brancos que compõem 73,7% da população, seguido por asiáticos 12,1%, hispânicos 11,1%, afro-americanos 2,4%, e pessoas com duas ou mais raças 0,7%. A composição étnica da vila é a seguinte:
- Italianos 16,2%
- Irlandeses 8,9%
- Americanos 7,3%
- Russos 7,0%
- Poloneses 6,3%
- Alemães 5,9%

Em março de 2011, o desemprego na vila atingiu 6,6% da população.

## Política
Politicamente Roslyn se inclina fortemente para o Partido Democrata. Em 2008, o democrata Barack Obama derrotou o republicano John McCain com 59% dos votos a 40% dos votos. Em 2004, John Kerry venceu na vila com 52% dos votos, contra 46% de George W. Bush, e de 2% de outros candidatos.

## Moradores ilustres
- Gary Ackerman, representante do 5° Distrito de Nova Iorque
- Eric Asimov, ex-repórter do The New York Times
- Stanley Asimov, vice-presidente de operações editoriais de Newsday
- Matthew Lippman, autor[7]
- Bernard Madoff, ex-presidente da NASDAQ[8]